# Stylopoma mauritiana
Stylopoma mauritiana är en mossdjursart som beskrevs av Tilbrook 200. Stylopoma mauritiana ingår i släktet Stylopoma och familjen Schizoporellidae. Inga underarter finns listade i Catalogue of Life.